# Weihnachten (Album)
Weihnachten  ist das erste Weihnachtsalbum von Helene Fischer. Das Album erschien am 13. November 2015 beim Plattenlabel Polydor und erreichte Platz 1 der deutschen Jahrescharts 2015. Im Januar 2017 knackte das Album die eine Million-Marke, womit das Album zu einem der meistverkauften Musikalben in Deutschland seit 1975 zählt. Mit den Titeln des Albums gab Helene Fischer am 23. und 24. Oktober 2015 vor 400 geladenen Gästen ein Konzert in der Wiener Hofburg.

## Entstehungsgeschichte
Das Album entstand in enger Kooperation mit Produzent Alex Christensen über einen Zeitraum von etwa zwei Jahren. Es wurde zusammen mit dem Royal Philharmonic Orchestra in den Londoner Abbey Road Studios aufgenommen. Als weitere Gastmusiker wurden unter anderem die beiden Dirigenten Paul Bateman und Richard Balcombe verpflichtet. Arrangiert wurden die Stücke von unter anderem Cliff Masterson, Chris Walden und Steve Sidwell.
Es enthält 35 Weihnachtslieder und spannt den Bogen von klassischen Weihnachtsliedern wie Stille Nacht, Ave Maria und Adeste fideles bis hin zu modernen Klassikern wie Last Christmas von Wham! und The Power of Love von Frankie Goes to Hollywood (letzteres ist allerdings kein Weihnachtslied, befindet sich aber auf zahlreichen Weihnachts-Samplern). Als musikalische Gäste sind Xavier Naidoo, Ricky Martin und Plácido Domingo vertreten. Zudem wurden per Computertechnik Duette mit den verstorbenen Sängern Frank Sinatra und Bing Crosby erstellt.

## Veröffentlichung
Neben der normalen Version erschien ebenfalls eine Deluxe Edition, die als Extras eine DVD mit 60 Minuten exklusivem Filmmaterial enthält. Am 4. Dezember erschien außerdem eine limitierte Fanbox, die zusätzlich die DVD-/Blu-Ray-Veröffentlichung Weihnachten – Live aus der Hofburg Wien enthielt sowie zwei Christbaumkugeln und vier Weihnachtskarten. Zusätzlich erschien eine Vierfach-LP-Box mit MP3-Download. Für den 18. November 2016 wurde eine neue Version des Albums angekündigt, die acht neue Interpretationen beinhaltet. Dabei ist Helene Fischer beim Lied Aba heidschi bumbeidschi mit Heintje zu hören.

## Titelliste
Die Stücke wurden auf zwei CDs verteilt, wobei auf CD1 die deutschsprachigen und auf CD2 die englischsprachigen Lieder enthalten sind.
Die Bonustracks der 2016er Edition sind gelb unterlegt.

### Disk 1
| #   | Titel                                                  | Länge |
| --- | ------------------------------------------------------ | ----- |
| 1.  | Stille Nacht, heilige Nacht                            | 4:23  |
| 2.  | O du fröhliche                                         | 3:33  |
| 3.  | Ihr Kinderlein, kommet                                 | 3:14  |
| 4.  | Fröhliche Weihnacht überall                            | 2:29  |
| 5.  | Alle Jahre wieder                                      | 3:06  |
| 6.  | Süßer die Glocken nie klingen                          | 3:23  |
| 7.  | Vom Himmel hoch, da komm ich her (feat. Xavier Naidoo) | 3:22  |
| 8.  | Lasst uns froh und munter sein                         | 3:04  |
| 9.  | Leise rieselt der Schnee                               | 3:19  |
| 10. | Maria durch ein Dornwald ging                          | 3:07  |
| 11. | Adeste Fideles                                         | 3:55  |
| 12. | Tochter Zion, freue dich                               | 3:05  |
| 13. | Am Weihnachtsbaum die Lichter brennen                  | 3:32  |
| 14. | In der Weihnachtsbäckerei                              | 3:01  |
| 15. | O Tannenbaum                                           | 2:38  |
| 16. | Es ist ein Ros entsprungen                             | 2:41  |
| 17. | Heilige Nacht                                          | 4:03  |
| 18. | Ave Maria                                              | 5:16  |
| 19. | Kling, Glöckchen, klingelingeling                      | 2:31  |
| 20. | Aba Heidschi Bumbeidschi (feat. Heintje)               | 3:19  |
| 21  | Schneeflöckchen, Weißröckchen                          | 2:46  |
| 22. | Still, still, still                                    | 2:31  |

### Disk 2
| #   | Titel                                                        | Länge |
| --- | ------------------------------------------------------------ | ----- |
| 1.  | White Christmas (feat. Bing Crosby)                          | 3:11  |
| 2.  | Winter Wonderland                                            | 2:51  |
| 3.  | Rudolph, the Red-Nosed Reindeer                              | 2:57  |
| 4.  | Let It Snow                                                  | 2:27  |
| 5.  | Have Yourself a Merry Little Christmas (feat. Frank Sinatra) | 4:00  |
| 6.  | Little Drummer Boy                                           | 3:05  |
| 7.  | We Wish You a Merry Christmas                                | 2:13  |
| 8.  | What Child Is This (feat. Plácido Domingo)                   | 3:52  |
| 9.  | The Power of Love                                            | 4:03  |
| 10. | Driving Home for Christmas                                   | 4:13  |
| 11. | Last Christmas (feat. Ricky Martin)                          | 4:25  |
| 12. | Santa Claus Is Coming to Town                                | 2:28  |
| 13. | Jingle Bells                                                 | 2:26  |
| 14. | Feliz Navidad                                                | 3:33  |
| 15. | The Christmas Song                                           | 3:52  |
| 16. | Hallelujah                                                   | 4:33  |
| 17. | I’ll Be Home for Christmas                                   | 3:42  |
| 18. | All I Want for Christmas Is You                              | 3:02  |
| 19. | Santa Baby                                                   | 3:31  |
| 20. | Sleigh Ride                                                  | 3:16  |
| 21. | The First Noel                                               | 4:11  |

## Rezeption
Das Album wurde von den Kritikern eher negativ aufgenommen:
- Die Welt befand: „Heiligabend mit Helene Fischer wird die Hölle.“[5]
- Laut.de gab dem Album zwei von fünf Sternen und befand „Teilweise verlassen die Kompositionen die altbekannten Liederbuch-Pfade und werden mit poppigen Elementen unterfüttert. Allerdings hält Helene strikt ein äußert bedächtiges und besinnliches Tannenbaumtempo, und diese beiden inszenatorischen Elemente stoßen sich regelrecht ab.“ Gastsänger Xavier Naidoo klinge „beinahe wie eine Wochenshow-Parodie von sich selbst“ und das mit Ricky Martin eingesungene Cover von Last Christmas ließe „jede Leichtigkeit und auch jedweden Charme vermissen und wird in puren Kitsch zerjodelt“. Das „herausstechende Highlight der Platte“ sei das Duett mit Plácido Domingo.[6]
- Die Stuttgarter Nachrichten befanden, das Album klinge, „passend zum Weihnachtsgeschäft“, „klassisch“ und „kitschig“.[7]

## Auszeichnungen
Das Album gewann bei der Echoverleihung 2016 in der Kategorie Album des Jahres und Crossover. Alex Christensen holte mit dem Album zudem einen Preis in der Kategorie Produzent/in/-en-Team des Jahres.

## Konzert und DVD-Veröffentlichung
Mit den Titeln des Albums gab Helene Fischer am 23. und 24. Oktober 2015 vor 400 geladenen Gästen ein Konzert in der Wiener Hofburg. Die Aufzeichnung des Konzertes wurde am 3. Dezember 2015 im deutschen und österreichischen Fernsehen auf Das Erste und ORF 1 unter dem Titel Helene Fischer: Weihnachten erstausgestrahlt und am 4. Dezember 2015 auf DVD und Blu-Ray veröffentlicht. Die Ausstrahlung auf Das Erste erreichte über 5 Millionen Fernsehzuschauer. Die Veröffentlichung gewann bei der Echoverleihung 2016 in der Kategorie Musik-DVD/Blu-ray national. Neben den vom Album bekannten Künstlern traten als Gäste auch die Wiener Sängerknaben, die Wiener Singakademie, Stella Jones & The American Christmas Gospel sowie der Gumpolskirchner Spatzen-Kinderchor auf.

## Kommerzieller Erfolg

### Chartplatzierungen
Weihnachten konnte die Spitze der Albumcharts in Deutschland und Österreich einnehmen. In der Schweiz erzielte es Platz zwei hinter Justin Biebers Purpose. In Belgien stieg Weihnachten auf Platz 20, in den Niederlanden auf Rang 23 in die Albumcharts ein.
Bereits kurz nach Veröffentlichung des Albums war klar, dass das Album auch die Jahrescharts in Deutschland anführen würde. Vier Wochen reichten aus, um das Album laut Marktforschungsinstitut GfK Entertainment uneinholbar nach vorn zu bringen. Dabei trat das Album unter anderem gegen Fischers eigenes Album Farbenspiel an, welches letztlich Platz 4 erreichte. Davor lagen auf Platz 2 25 von Adele und Muttersprache von Sarah Connor auf Rang 3. In Österreich gelang es Weihnachten ebenfalls, sich auf den ersten Platz der Jahrescharts zu setzen, in der Schweiz gelang dem Album ein achter Platz.
| Periode   | Höchstplatzierung, GesamtwochenChartplatzierungen (Periode, Platzierungen, Wochen) | Höchstplatzierung, GesamtwochenChartplatzierungen (Periode, Platzierungen, Wochen) | Höchstplatzierung, GesamtwochenChartplatzierungen (Periode, Platzierungen, Wochen) |
| Periode   | DE                                                                                 | AT                                                                                 | CH                                                                                 |
| --------- | ---------------------------------------------------------------------------------- | ---------------------------------------------------------------------------------- | ---------------------------------------------------------------------------------- |
| 2015/16   | DE1 (9 Wo.)DE                                                                      | AT1 (8 Wo.)AT                                                                      | CH2 (9 Wo.)CH                                                                      |
| 2016/17   | DE1 (8 Wo.)DE                                                                      | AT1 (5 Wo.)AT                                                                      | CH2 (8 Wo.)CH                                                                      |
| 2017/18   | DE7 (9 Wo.)DE                                                                      | AT3 (6 Wo.)AT                                                                      | CH17 (6 Wo.)CH                                                                     |
| 2018/19   | DE7 (7 Wo.)DE                                                                      | AT7 (5 Wo.)AT                                                                      | CH20 (7 Wo.)CH                                                                     |
| 2019/20   | DE19 (8 Wo.)DE                                                                     | AT19 (5 Wo.)AT                                                                     | CH33 (5 Wo.)CH                                                                     |
| 2020/21   | DE7 (7 Wo.)DE                                                                      | AT13 (5 Wo.)AT                                                                     | CH33 (5 Wo.)CH                                                                     |
| 2021/22   | DE14 (8 Wo.)DE                                                                     | AT10 (8 Wo.)AT                                                                     | CH9 (7 Wo.)CH                                                                      |
| 2022/23   | DE9 (6 Wo.)DE                                                                      | AT20 (5 Wo.)AT                                                                     | CH9 (3 Wo.)CH                                                                      |
| 2023/24   | DE16 (5 Wo.)DE                                                                     | AT24 (4 Wo.)AT                                                                     | CH8 (1 Wo.)CH                                                                      |
| 2024/25   | DE20 (4 Wo.)DE                                                                     | AT15 (3 Wo.)AT                                                                     | CH7 (3 Wo.)CH                                                                      |
| Insgesamt | DE1 (71 Wo.)DE                                                                     | AT1 (54 Wo.)AT                                                                     | CH2 (54 Wo.)CH                                                                     |

| ChartsJahrescharts (2015) | Platzierung |
| ------------------------- | ----------- |
| Deutschland (GfK)         | 1           |
| Österreich (Ö3)           | 1           |
| Schweiz (IFPI)            | 8           |

| ChartsJahrescharts (2016) | Platzierung |
| ------------------------- | ----------- |
| Deutschland (GfK)         | 4           |
| Österreich (Ö3)           | 3           |
| Schweiz (IFPI)            | 5           |

| ChartsJahrescharts (2017) | Platzierung |
| ------------------------- | ----------- |
| Deutschland (GfK)         | 49          |
| Österreich (Ö3)           | 44          |
| Schweiz (IFPI)            | 19          |

| ChartsJahrescharts (2018) | Platzierung |
| ------------------------- | ----------- |
| Österreich (Ö3)           | 64          |

| ChartsJahrescharts (2019) | Platzierung |
| ------------------------- | ----------- |
| Deutschland (GfK)         | 99          |

| ChartsJahrescharts (2021) | Platzierung |
| ------------------------- | ----------- |
| Österreich (Ö3)           | 60          |

Helene Fischers Weihnachten ist insgesamt das vierte Weihnachtsalbum, dass die Spitzenposition der deutschen Albumcharts erreichte. In der Chartwoche vom 25. Dezember 2015 stellte sie den seit 1964 anhaltenden Rekord Freddy Quinns ein, der sich mit seinem Weihnachtsalbum Weihnachten auf hoher See ebenfalls vier Wochen an der Spitze der Charts hielt. Am 23. Dezember 2016 erreichte Fischer mit dem Album zum fünften Mal die Chartspitze, womit das Album nun alleiniger Rekordhalter ist.
In der Chartwoche vom 8. Januar 2016 gelang es ihr, mit Weihnachten, Farbenspiel und Best of Helene Fischer gleich drei Alben in den Top 10 der österreichischen Albumcharts zu positionieren.

### Auszeichnungen für Musikverkäufe
| Land/Region        | Auszeichnungen für Musikverkäufe (Land/Region, Auszeichnung, Verkäufe) | Verkäufe  |
| ------------------ | ---------------------------------------------------------------------- | --------- |
| Deutschland (BVMI) | 6× Platin                                                              | 1.200.000 |
| Österreich (IFPI)  | 8× Platin                                                              | 120.000   |
| Insgesamt          | 14× Platin ·                                                           | 1.320.000 |